# Desi Arnaz Jr.
Desi Arnaz Jr, né Desiderio Alberto Arnaz IV, le 19 janvier 1953 à Los Angeles (Californie), est un acteur et musicien américain.

## Biographie

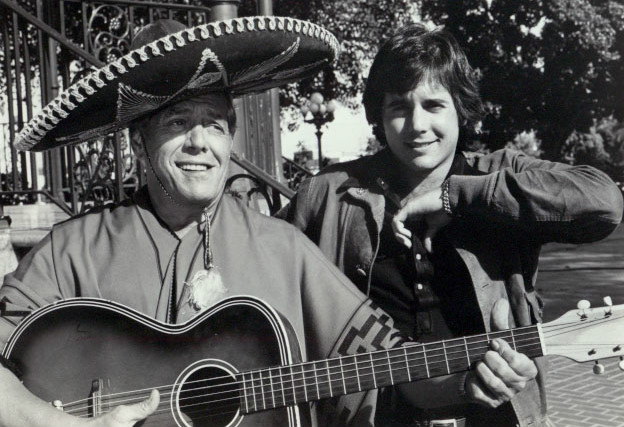
Avec son père en 1974.

Fils d’un célèbre couple du show-business, Desi Arnaz et Lucille Ball, sa naissance a été l’une des plus médiatisées de l’histoire de la télévision américaine. Ses parents jouaient dans la sitcom I Love Lucy et la grossesse de Lucille Ball fut intégrée au scénario. À l’âge de 12 ans, il participe comme batteur au groupe Dino, Desi & Billy aux côtés de Dino Martin (fils de Dean Martin) et de Billy Hinsche. Il participe également aux côtés de sa mère et de sa sœur Lucie Arnaz à la série Here’s Lucy. Sa carrière se poursuit jusqu’aux années 1980 dans diverses productions télévisées comme Automan. Il tient cependant un rôle important dans deux longs métrages cinématographiques, Un colt pour une corde (Billy Two Hats, 1974) de Ted Kotcheff et surtout Les Mambo Kings (The Mambo Kings, 1992) de Arne Glimcher où il interprète le rôle de son père.
Outre des liaisons diverses, notamment avec Liza Minnelli, il a été marié deux fois. Il vit à Boulder City dans le Nevada, où il est propriétaire avec son épouse Amy d’un ancien cinéma reconverti en théâtre qui abrite aussi le Boulder City Ballet Company. 
Il participe à la production du film Being the Ricardos (2021) d'Aaron Sorkin qui évoque ses parents.

## Filmographie

### Cinéma
- 1971 : Red Sky at Morning (en) de James Goldstone : William « Steenie » Stenopolous
- 1973 : Un colt pour une corde (Billy Two Hats) de Ted Kotcheff : Billy
- 1973 : Marco : Marco Polo
- 1977 : Joyride : Scott
- 1978 : Un mariage (A Wedding) de Robert Altman : Dino Corelli
- 1982 : Banco à Las Vegas (Fake-Out) d'Ivan Passer : Det. Clint Morgan
- 1983 : Le Manoir de la peur (House of the Long Shadows) de Pete Walker : Kenneth Magee
- 1992 : Les Mambo Kings d'Arne Glimcher : Desi Arnaz Sr

### Télévision
- 1957 : I Love Lucy (série télévisée)
- 1962-1965 : L'Extravagante Lucy (The Lucy Show) (série télévisée) : Billy Simmons
- 1966 : The Carol Channing Show (série télévisée) : Un danseur de tango
- 1967-1968 : The Mothers-In-Law (en) (série télévisée) : Un batteur / Tommy / Un homme
- 1970 : The Brady Bunch (série télévisée) : Desi Arnaz Jr.
- 1971 : Night Gallery (série télévisée) : Doran
- 1971 : La Nouvelle Équipe (The Mod Squad) (série télévisée) : Victor Emory
- 1971 : Love, American Style (série télévisée) : Alan
- 1971 : Mr. and Mrs. Bo Jo Jones (Téléfilm) : Bo Jo Jones
- 1973 : Voyage of the Yes (Téléfilm) : Cal Markwell
- 1973 : She Lives! (Téléfilm) : Andy Reed
- 1975 : Medical Story (en) (série télévisée) : Jerry Mitchell
- 1976 : Having Babies (Téléfilm) : Frank Gorman
- 1976 : Police Story (série télévisée) : Jay Vernon
- 1976 : Les Rues de San Francisco (The Streets of San Francisco) (série télévisée) : B.J. Palmer
- 1977 : Flight to Holocaust (Téléfilm) : Rick Bender
- 1977 : Black Market Baby (Téléfilm) : Steve Aletti
- 1978 : La croisière s'amuse (The Love Boat) (série télévisée) : Steve Hollis
- 1978 : To Kill a Cop (Téléfilm) : Martin Delahanty
- 1978 : The Courage and the Passion (Téléfilm) : Sgt. Tom Wade
- 1978 : L'Île fantastique (Fantasy Island) (série télévisée) : Barney Hunter
- 1978 : How to Pick Up Girls! (Téléfilm) : Robby Harrington
- 1979 : Crisis in Mid-air (en) (Téléfilm) : Tim Donovan
- 1980 : Gridlock (Téléfilm) : Robbie Reinhardt
- 1981 : Hymne à l'amour (Advice to the Lovelorn) (Téléfilm) : Steve Vernon
- 1983 : The Night the Bridge Fell Down (Téléfilm) : Johnny Pyle
- 1983-1984 : Automan (série télévisée) : Walter Nebicher
- 1987 : Matlock (série télévisée) : Michael Porter